# 2002年巴布亚新几内亚地震
2002年巴布亚新几内亚地震是指2002年9月9日发生于巴布亚新几内亚的强烈地震。该次地震震中位于巴布亚新几内亚桑道恩省近海（南纬3.302度，东经142.945度），震级为MW 7.6，震源深度约为13.0千米，最大烈度为Ⅶ（7）度。
该次地震是艾塔佩地区自1938年以来发生的规模最大的地震，共造成6人死亡和70人受伤。该次地震已被美国地质调查局列入2002年显著地震列表。

## 发震背景

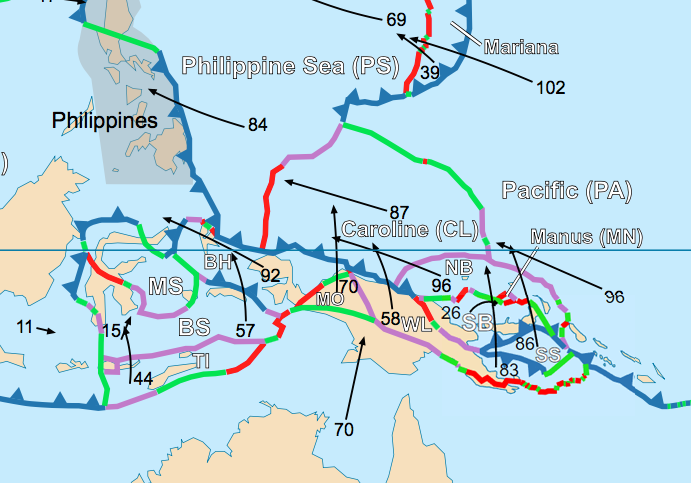
巴布亚新几内亚附近的板块分布

巴布亚新几内亚处于环太平洋地震带。除了太平洋板块与印度-澳大利亚板块间的碰撞外，南俾斯麦板块、所罗门海板块和木百灵板块等微板块之间的相互作用十分复杂，导致该国被认为是一个地震灾害十分活跃的地区，频发6级以上的地震。其中，自1900年以来已经发生了100多次7级以上的地震。
美国地质调查局认为，该次地震是发生在新几内亚海沟东端附近的逆断层型地震，其破裂范围大致为70千米×35千米。震源机制解表明，地震有可能发生在陡峭的西北走向逆断层上，也有可能发生在中等程度倾斜的东南走向逆断层上。在这2种可能性之中，根据分布于全球各地的测站的观测结果建立的有限断层震源模型，该次地震的震源机制更有可能属于后者。

## 参数测定
美国地质调查局认为，该次地震震中位于巴布亚新几内亚艾塔佩东东南约68千米处（南纬3.302度，东经142.945度），震级为MW 7.6，震源深度约为13.0千米，最大烈度为Ⅶ（7）度。此外，该机构还使用了不同震级度量对地震规模进行了测定，测定结果为Ms 7.8和Me 7.7。
此外，美国地质调查局基于有限断层模型对地震进行反演后认为，该次地震的地震矩为2.7×1020牛顿米，因此该次地震的矩震级也有可能为MW 7.5。

## 海啸
地震发生后，灾区沿岸被发布了海啸预警。地震发生约15分钟后，位于东塞皮克省凯里鲁岛的观测站记录到了最大高度达到5.5米的海啸。此外，日本鹿儿岛县枕崎市、宫崎县日南市和东京都八丈岛沿岸也观测到了0.1米以上的海啸。

## 震害情况
在距离震中最近的东塞皮克省省会韦瓦克，至少有700间房屋受损或毁坏，另有一些诸如管道和桥梁的基础设施损坏，当地的所有学校被短暂关闭。其中，共有3人因房屋倒塌而死亡，另有70人受伤、约3000人被迫无家可归。此外，当地一位妇女在医院中经抢救无效死亡。有2人因随后到来的海啸而死亡，其中包括一名儿童。在桑道恩省，虽然有10间房屋和5个水箱被毁，但无人受伤。乌比德尼姆村出现了严重的土壤液化现象，特别是水和沙子从地面的某处喷出，高度可达5米左右。在巴布亚新几内亚的几个岛屿和一些海岸处，出现了约30至40厘米的隆起。